# 4. Sinfonie (Mahler)
Die 4. Sinfonie in G-Dur ist eine Sinfonie mit Sopransolo von Gustav Mahler. Der Text dazu basiert auf einem Gedicht aus Des Knaben Wunderhorn.

## Entstehung
Gustav Mahler komponierte die 4. Sinfonie in den Sommermonaten der Jahre 1899 und 1900. Die Reinschrift beendete Mahler am 5. Januar 1901. Der Kompositionsprozess umfasste lediglich drei Sätze, da das Finale bereits feststand. Für dieses verwendete Mahler das Lied Das himmlische Leben aus den von ihm vertonten Liedern Des Knaben Wunderhorn. Das Lied war bereits 1892, während der Arbeit an der 2. Sinfonie, entstanden. Ursprünglich plante Mahler, seine 4. Sinfonie als sinfonische Humoreske zu konzipieren. Hierbei sollten vokale Elemente wesentlich großzügiger integriert werden, als dies letztlich geschah. Drei der geplanten sechs Sätze sollten aus Wunderhorn-Liedern bestehen, wie der früheste Satzplan von 1896 ausweist. Die tatsächliche Umsetzung hat jedoch mit diesem Plan nur noch die Tonart G-Dur und den Finalsatz gemeinsam.

## Zur Musik

### Besetzung
4 Flöten (3. und 4. mit Piccoloflöte), 3 Oboen (3. mit Englischhorn), 3 Klarinetten (2. mit Es-Klarinette, 3. mit Bassklarinette), 3 Fagotte (3. mit Kontrafagott), 4 Hörner, 3 Trompeten, Pauken, Schlagwerk (große Trommel, Becken, Triangel, Tamtam, Schellen, Glockenspiel), Harfe, I. Violine, II. Violine, Bratsche, Violoncello, Kontrabass, Sopransolo
Die Orchesterbesetzung der 4. Sinfonie ist für die Standards von Mahler also deutlich kleiner als üblich. Besonders fällt auch das komplette Fehlen der Posaunen und der Tuba auf (obwohl 3 Trompeten und Pauken vorhanden sind), welche beide zum spätromantischen Standardorchesterkorpus gehören und auch in allen übrigen Sinfonien Mahlers besetzt sind.

### 1. Satz:Bedächtig. Nicht eilen
Der erste Satz steht weitgehend in der klassischen Sonatenhauptsatzform, mit welcher jedoch teilweise ironisch gebrochen wird. Ein Flötenmotiv auf einem pochend-rhythmischen Untergrund der Schellen wird durch das tänzerische Hauptthema der Streicher fortgesetzt. Es wirkt zunächst heiter und singt sich unbeschwert aus. In den Holzbläsern taucht gegen Ende ein Motiv auf, welches an das Kinderlied Es tanzt ein Bi-Ba-Butzemann erinnert. Mahler, welcher das dem Finale zu Grunde liegende Lied Das himmlische Leben als kindlich empfand, ließ diesen Duktus immer wieder in das Werk einfließen. Kurz darauf intonieren die Streicher das zweite Thema. Dieses ist von weihevoller Stimmung und deutet bereits auf den 3. Satz. Ein dritter Gedanke, der unvermittelt auftaucht, ist erneut von tänzerischer Struktur und ist nur als Nebengedanke anzusehen, da er direkt zur Wiederholung des Hauptthemas führt. Hiernach taucht erneut das Anfangsmotiv auf, worauf jedoch zunächst die Solovioline, anschließend auch Horn und Flöte Motivfragmente exponieren. Dieser Teil entspricht dem Beginn der Durchführung in der klassischen Form. Das Geschehen wird zunehmend unübersichtlich und chaotisch, da verschiedenste Themenbearbeitungen und Andeutungen neuer Motive zusammenkommen. Ordnende Struktur bringt erst das ein wenig verändert wiederkehrende Hauptthema, was dem Beginn der Reprise entspricht. Diese verläuft für Mahlers Verhältnisse ungewöhnlich regelgerecht. Der Satz verklingt mit einer langsamer werdenden Bearbeitung des Hauptthemas. Erst kurz vor dem Ende beschleunigt sich das Geschehen und verklingt mit einigen verhalten optimistischen Akkorden des ganzen Orchesters.

### 2. Satz:In gemächlicher Bewegung ohne Hast
Der zweite Satz der Sinfonie ist ein spukhaftes Scherzo. Die um einen Ton heraufgestimmte Solovioline stellt eine schreiende, rohe Verkörperung des gespenstischen leibhaftigen Todes dar. Mahler vertont dies mit einer grotesken und ironischen Form des Humors, welche an Jean Paul angelehnt ist. Das Horn beginnt mit einem Begleitmotiv, auf welchem die Solovioline eine unheimliche und verzerrte Melodie entfaltet. Diese Musik opponiert gegen das kindlich Heitere, was Mahler beispielsweise durch den Text des dem Finale zu Grunde liegenden Liedes gegenüberstellt. Das erste Trio stellt einen kurzen Ländler dar, welcher jedoch durch die unruhige Begleitung nicht zum ruhevollen Gegenpol des unheimlichen Gesangs werden kann. Mechanisch setzt die gleichbleibende Melodie der Solovioline nach dem Hornmotiv wieder ein und bestimmt den weiteren Verlauf des Scherzos. Nur durch eine einschneidende Fanfare der Trompete kann das zweite Trio beginnen. In diesem entwickelt sich auf äußerst verhaltene Art und Weise ein Walzer, welcher durch bedrohliche Klänge der Bassstimmen unterbrochen wird. Ein heller Harfenakkord kann die Idylle jedoch noch einen kurzen Moment verlängern, bevor das Anfangsmotiv leise erklingt und den Gesang der Solovioline zurückbringt. Dieser entfaltet sich nun jedoch auf Begleitakkorden der Holzbläser nicht mehr so gespenstisch wie zu Beginn. Das Scherzo endet mit verhaltenen Tönen der Holzbläser, welche eine ungewisse Stimmung zurücklassen. Mahler hat in diesem Scherzo Verstörendes direkt neben Schönes gestellt und so die Doppelbödigkeit von Gebrochenheit des Weltlaufs und Idylle eindrucksvoll hörbar gemacht.

### 3. Satz:Ruhevoll
Das Adagio ist, ähnlich wie in Beethovens 9. Sinfonie, eine Folge von Doppelvariationen. Es stellt eine weihevolle und ergreifende Stimmung neben bedrohliche Abgründe der Musik. Einige Spannungen werden nie aufgelöst, wodurch die Gefühle der Postromantik hier einen beispielhaften Ausdruck finden. Mehrfach wird der Anschein des totalen Zusammenbruchs erweckt, der aber durch einen explosionsartigen Durchbruch abgewehrt wird, was einem Blick auf die Vision des Himmels gleichkommt. Der Satz beginnt mit dem weihevollen und gesanglichen Hauptthema der Streicher. Die Kontrabässe begleiten die anderen Streicher mit Pizzicati. Der dahinfließende, ergreifende Gesang singt sich immer weiter aus, schließlich treten auch die Holzbläser hinzu. Zu tiefen Klängen der Harfe verklingt der Gesang langsam und ein klagendes Oboenmotiv wird intoniert. Es entfaltet sich und lässt mit Hilfe der begleitenden Streicher und eines abfallenden Motivs der Blechbläser eine tiefgehende und teilweise abgründige Dramatik entstehen. Schließlich steigert sich das Geschehen durch Tutti-Akkorde des Orchesters und kommt zu einem Höhepunkt, welcher zum kurzzeitigen Stillstand führt. Ein kurzes, bedrohliches Motiv des Cellos wirkt wie resignierte Hoffnungslosigkeit. Die nun von den Holzbläsern aufgenommenen Pizzicati des Beginns sorgen für neue Bewegung. Eine heitere und bewegte Variation des Hauptthemas schließt sich an. Schnelle Begleitstimmen von Oboe und Klarinette verzieren den leicht beschleunigten Gesang der Streicher. Der weitere Verlauf wird ebenfalls von den Holzbläsern bestimmt, welche zur Variation des zweiten Teils überleiten. Mitten hinein platzt ein bedrohlicher Tuttischlag des Orchesters und reißt das musikalische Geschehen erneut in die Untergangsstimmung. Hier entstehen binnen kürzester Zeit größte Spannungen, welche kaum aufgelöst werden können. Erneut taucht das düstere Cellomotiv auf. Nachdem es kurz zwischen Dur und Moll changiert hat, kann sich verhalten der optimistische Gesang des variierten Hauptthemas etablieren. Hierzu treten nun weitere verzierende Elemente, wie beispielsweise sprunghafte Begleitakkorde der Streicher. Nach einem völlig überdreht wirkenden volksliedhaften Melodiefragment stellt sich die weihevolle Stimmung des Beginns wieder ein. Gänzlich unerwartet bricht in die ruhige G-Dur-Stimmung ein Orchestertutti in E-Dur ein, in welchem Trompeten und Hörner das Hauptthema des ersten Satzes zitieren. Erst hiernach kehrt die Musik in die weihevolle G-Dur-Stimmung zurück, und der  Satz verklingt im piano.

### 4. Satz:Sehr behaglich
Der vierte Satz vertont in vier Strophen und einer Coda den von Mahler geringfügig geänderten Text des Gedichtes „Der Himmel hängt voll Geigen“ („Das himmlische Leben“) aus Des Knaben Wunderhorn. Den Satz eröffnet ein orchestrales Vorspiel mit dem kindlich-naiv wirkenden Melodiethema, da Mahler den Text als naiv anmutende Vision des Paradieses auffasst. Zwischen den Strophen wird das Anfangsmotiv des ersten Satzes zitiert. Jedoch erscheint es in einer stürmischen und aufpeitschenden Gestalt, welche den sakralen Strophenenden entgegengesetzt ist. In der zweiten Strophe nimmt Mahler diesen dramatisch vorwärtsdrängenden Duktus auch in die Begleitung des Orchesters auf. Der Text verlangt eine solche Steigerung: „Johannes das Lämmlein auslasset, der Metzger Herodes drauf passet“. Zwischen der dritten und vierten Strophe folgt ein längeres, pastoral wirkendes Zwischenspiel. Die letzte Strophe soll anschließend „sehr zart und geheimnisvoll bis zum Schluss“ vorgetragen werden. Die thematisierte Auferstehung der Toten wird als Geheimnis dargestellt und wirkt mysteriös statt machtvoll. Der verdämmernde, erstickende Schluss lässt die Vision des Paradieses verblassen. Die letzten Worte der vierten Strophe („Keine Musik ist ja nicht auf Erden“) werden wiederholt, bevor die Musik erstirbt.

## Wirkung
Die Uraufführung der Sinfonie fand am 25. November 1901 mit dem Kaim-Orchester und der Sopranistin Margarete Michalik unter der Leitung von Gustav Mahler in München statt. Das Werk fiel durch und rief Befremden bei den Zuhörern hervor. Der im Vergleich zu den beiden vorherigen Wunderhorn-Sinfonien weniger groß angelegte und pompöse Duktus enttäuschte das Publikum. Auch sorgte die Abkehr vom romantischen Pathos für Verwirrung. Der Musikkritiker Theodor Kroyer warf Mahler beispielsweise vor, dass die Sinfonie „kein originelles Fühlen“ enthalte. Alles sei „Technik, Berechnung und innere Verlogenheit, eine kränkliche, abschmeckende Übermusik.“ Die Allgemeine musikalische Zeitung sprach von einem „wenig erquicklichen Eindruck“. Nur wenige Kritiker erkannten den fortschrittlichen Wert des neuen Werkes. Mahlers Freund Ernst Otto Nodnagel rühmte die Uraufführung als „erstes wirkliches musikalisches Ereignis im 20. Jahrhundert“. Theodor W. Adorno äußerte später: „Ein Meisterwerk wie die vierte Sinfonie ist ein Als-Ob von der ersten bis zur letzten Note“. Heute zählt Mahlers 4. Sinfonie zu den beliebtesten Werken des Komponisten und wird häufig aufgeführt. Mahler selbst bezeichnete die Sinfonie als eines seiner besten Werke.

## Stellenwert
Die 4. Sinfonie Mahlers gehört zu seinen bemerkenswertesten Werken. Sie ist die letzte der drei Sinfonien, welche Gedichte aus der Sammlung Des Knaben Wunderhorn von Clemens Brentano und Achim von Arnim vertonen. Mahler bezeichnet alle drei Sinfonien als inhaltlich zusammenhängend. Die beiden vorangegangenen Wunderhorn-Sinfonien (2. und 3. Sinfonie) unterscheiden sich jedoch formal stark von der 4. Sinfonie. Diese ist wesentlich kürzer gehalten, hält die klassische viersätzige Form ein und verlangt ein kleineres Orchester. Das Werk wird häufig als Mahlers klassizistische Sinfonie bezeichnet. Es bekennt sich im Gegensatz zu seinen Vorgängern zu einer neuen Einfachheit, welche jedoch nicht an Haydn oder Mozart angelehnt ist, weshalb der Name „klassizistisch“ eigentlich nicht zutreffend ist. Vielmehr stellt das Werk eine Abkehr vom spätromantischen Pathos und großer Emphase dar. Hierin weist das Werk bereits auf die musikalische Epoche der Neuen Musik und Mahlers eigenen Spätstil voraus. Spätestens mit der 5. Sinfonie manifestiert sich der in der 4. Sinfonie begonnene Aufbruch zu neuen Maßstäben. Gerade die 4. Sinfonie weist in einigen Punkten speziell auf Mahlers 9. Sinfonie, welche den endgültigen Beginn der neuen musikalischen Epoche darstellt. Mahler schrieb selbst über seine 9. Sinfonie, dass sie „am ehesten der Vierten an die Seite zu stellen“ sei. Einige inhaltliche Gemeinsamkeiten sind in den beiden Werken tatsächlich festzustellen. So wird in diesen Sinfonien die Thematik von „Abschied“ und Übergang vom irdischen zum himmlischen Leben vertont. Auch enthalten beide Sinfonien ein Scherzo von groteskem Humor, welcher für Mahlers Tonsprache typisch ist und durch seine Jean-Paul-Lektüre angeregt wurde. Die Solovioline wird hier um einen Ton heraufgestimmt, um nach einer „Totenfidel“ zu klingen. Die gesamte 4. Sinfonie stellt in einem dialektischen Prozess Verstörendes und Heiteres provozierend nebeneinander. Die Doppelbödigkeit von Gebrochenheit des Weltlaufs auf der einen und Idylle auf der anderen Seite wird eindrucksvoll hörbar. Dies führt zur Karikierung beider Welten und macht Adornos Charakterisierung der Musik als ein „Als-Ob von der ersten bis zur letzten Note“ plausibel. Gegen den auf Mahler kindlich-naiv wirkenden Text des dem Finale zu Grunde liegenden Liedes wird beständig mit der Form des musikalischen Ausdrucks opponiert. Dies geschieht beispielsweise durch das groteske Scherzo oder klagende Abschnitte des Adagios. Dieses gehört zu den innigsten und erhabensten langsamen Sätzen Mahlers. Es erreicht eine enorme Tiefe der Empfindung, ohne das Pathos des Adagios der 3. Sinfonie in sich zu tragen. Auch hierin weist es auf den sich verändernden Kompositionsstil Mahlers. Besonders auffällig an der Konzeption der 4. Sinfonie sind jedoch die starken thematischen Verknüpfungen der vier Sätze untereinander und die alleinige Ausrichtung des musikalischen Geschehens auf den Finalsatz. In einem so starken Maße ist dieses Vorgehen einmalig in Mahlers Sinfonien.

## Bearbeitungen
Bearbeitungen für Kammerensemble schufen Erwin Stein und Klaus Simon.